# Блаженна Феодора
Свята Феодора (грец. Θεοδώρα — Божий дар; близько 810, Ебісса, Пафлагонія — 11 лютого 867, Константинополь) — візантійська імператриця, дружина імператора-іконоборця Феофіла, регент (842 — 856 роки) при своєму синові — імператорі Михайлі III.

## Біографія
Походила з аристократичної вірменської сім'ї. Після смерті свого чоловіка імператора Феофіла у 842 році Феодору названо регентом при своєму малолітньому синові імператорі Михайлі III. У шлюбі Феодори з Феофілом народилося п'ять дочок (Текля, Ганна, Анастасія, Пульхерія, Марія) і два сини — старший Костянтин, втопився в дитинстві (близько 835 року), і молодший Михайло, який став у 842 році імператором.
Вона жорстко взялася управляти імперією, наповнила державну казну та відбила напад болгар. При своїх турботах про закріплення влади замало приділяла уваги вихованню сина. Він у свою чергу попав під сильний вплив її брата Барди . Феодора спробувала відновити свій авторитет у сина, однак це їй не вдалося.

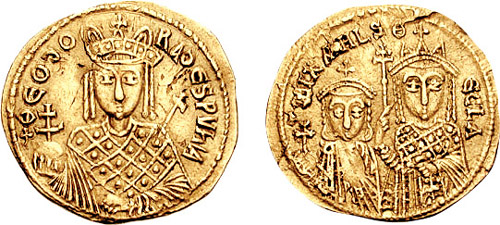
На реверсі солідуса Феодора з її сином Михайлом III та дочкою Теклею.

В останній рік свого регентства (842 року), обмежила вплив церкви і скликала собор у Константинополі під керівництвом патріарха Мефодія І, для остаточної заборони іконоборства, та повернення майна переслідуваним при іконоборстві церквам. Одночасно дала наказ на знищення павликіан. Більш як 100 тисяч послідовників цієї віри було знищено у 843 році.
У 856 її скинуто з регентства та послано у монастир.

## Канонізація
Християнська Свята. За її старання по відновленню шанування ікон, відомому як Торжество Ортодоксії канонізована як Свята Благовірна Авґуста Теодора. День Пам'яті — 11 лютого.